# 計算社會科學
計算社會科學（英語：Computational social science）指的是在社會科學中採用電腦運算方法的學術分支，運算用以建立模型、模擬、分析社會現象。次分支包括計算經濟學、計算社會學、歷史動力學、自動媒體分析等等，內容則專注在透過模擬、建模、網絡分析、媒體分析等觀察社會與行為關係及互動。計算社會科學演化自科學方法的基礎：觀察研究（如利用大數據分析數位足跡）以及科學理論（如利用電腦模擬建立社會模型）等等。計算社會科學是一種多學科綜合的方法，透過先進的資訊科技觀察社會，特別是資訊的處理。電腦用於分析社會網絡、社會地理系統 、社群媒體、傳統媒體內容等等。
計算社會科學日益依賴逐漸增加的大型資料庫，目前正由幾個跨領域計畫建置中或維護中的資料庫有：
- 塞莎特（Seshat）：全球歷史的資料庫，內容系統性的收集了關於內容群體政治社會組織的資訊，以及社會如何演化等。塞莎特隸屬於演化研究所，演化研究所為非營利智庫，目標為「利用演化科學來解決現實世界問題」。
- D-PLACE：地方、語言、文化和環境資料庫，提供超過1400個人類社會形態的資料[5]。
- 文化演化圖集：是由彼得·百富勤（Peter N. Peregrie）所建立的考古資料庫[6]。
- CHIA （页面存档备份，存于）：即歷史分析的協作資訊（Collaborative Information for Historical Analysis （页面存档备份，存于）），是由匹茲堡大學主持的多學科合作項目，旨在將歷資訊資訊建檔，將數據與全球各地的研究機構連結起來。
- 國際社會歷史研究所（International Institute of Social History）：收集關於勞動關係，工人和勞動的全球社會歷史的資料。
- Human Relations Area Files eHRAF Archaeology[7]。
- Human Relations Area Files eHRAF World Cultures[8]。
- Clio-Infra （页面存档备份，存于）：從公元前1800年到現在的全球社會樣本的經濟績效和社會福利其他方面的資料庫。

對大量歷史報紙內容的分析率先顯示了如何自動發現週期性結構 ，對社群媒體進行類似的分析，也能看到明顯的週期性結構。